# Stanislava Parfonova
Stanislava Parfonova (ukrainska: Станіслава Парфьонова), född 20 augusti 1998 i Lyman, Ukraina, är en volleybollspelare (center).
Parfonova spelar med Ukrainas landslag och har på klubbnivå spelat med lag i Ukraina.